# Route des classiques valenciens
 (mai 2025).
Si vous disposez d'ouvrages ou d'articles de référence ou si vous connaissez des sites web de qualité traitant du thème abordé ici, merci de compléter l'article en donnant les références utiles à sa vérifiabilité et en les liant à la section « Notes et références ».

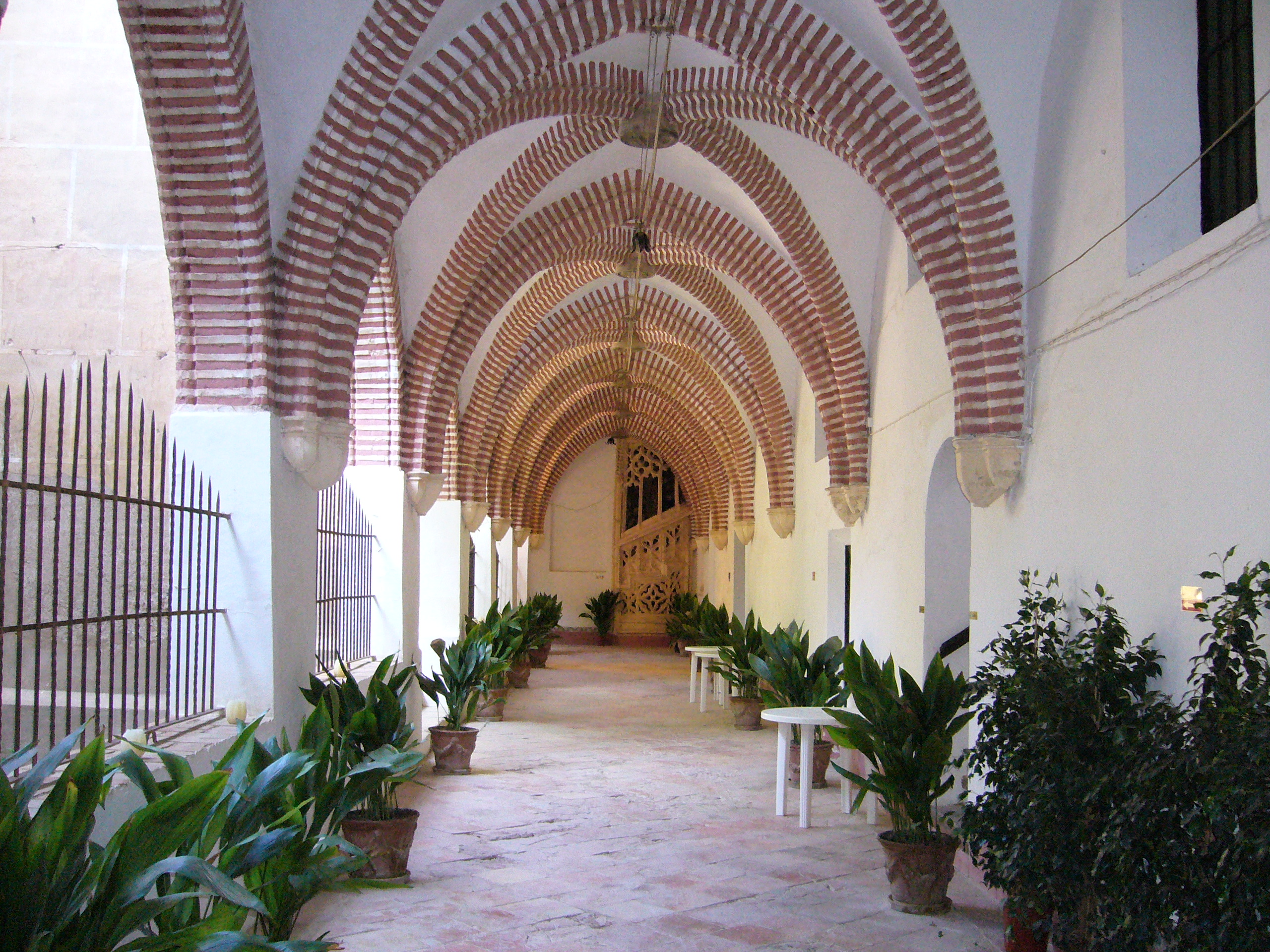
Cloître du Monastère Saint-Jérôme de Cotalba.

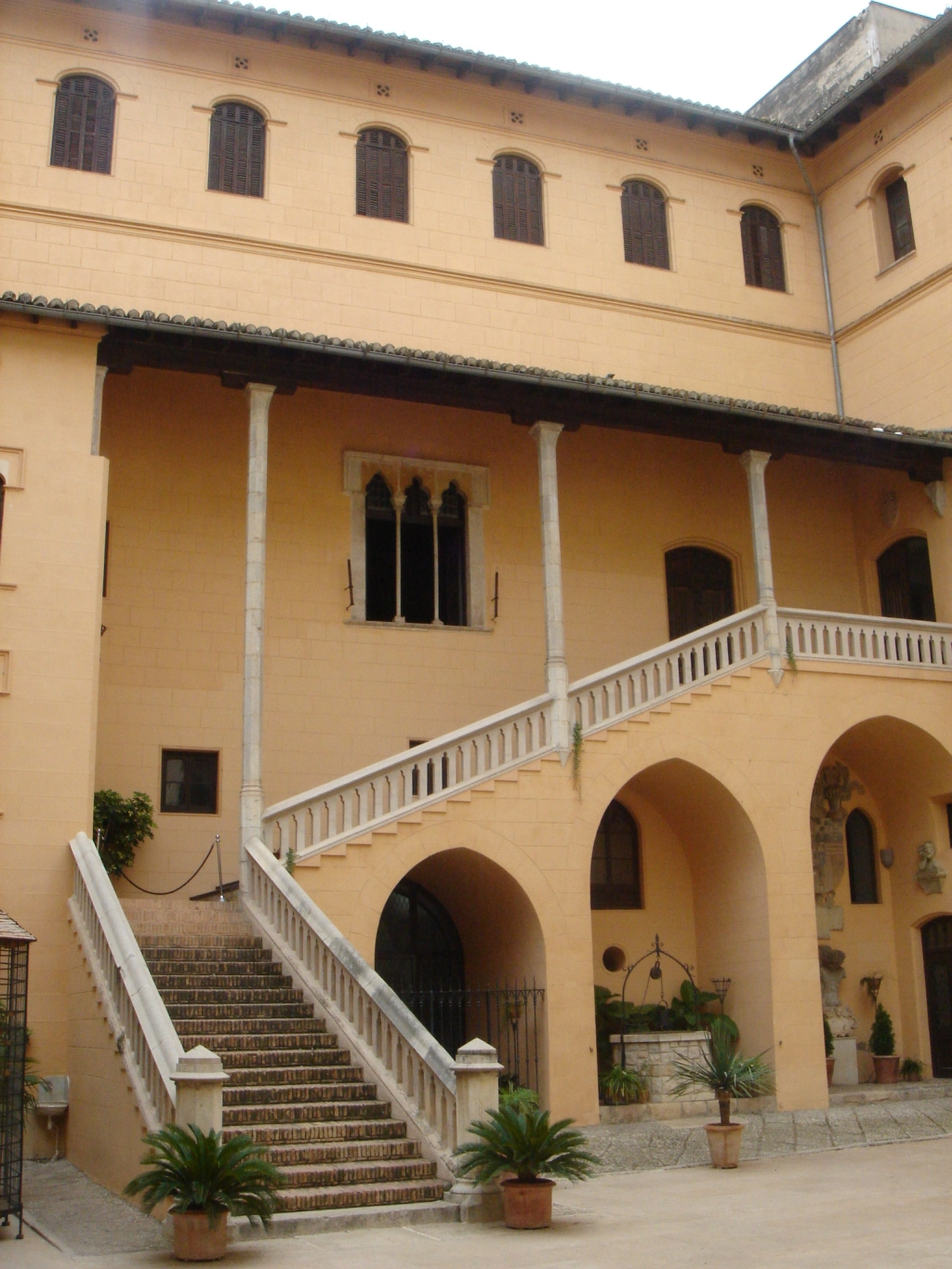
Palais ducal de Gandia.

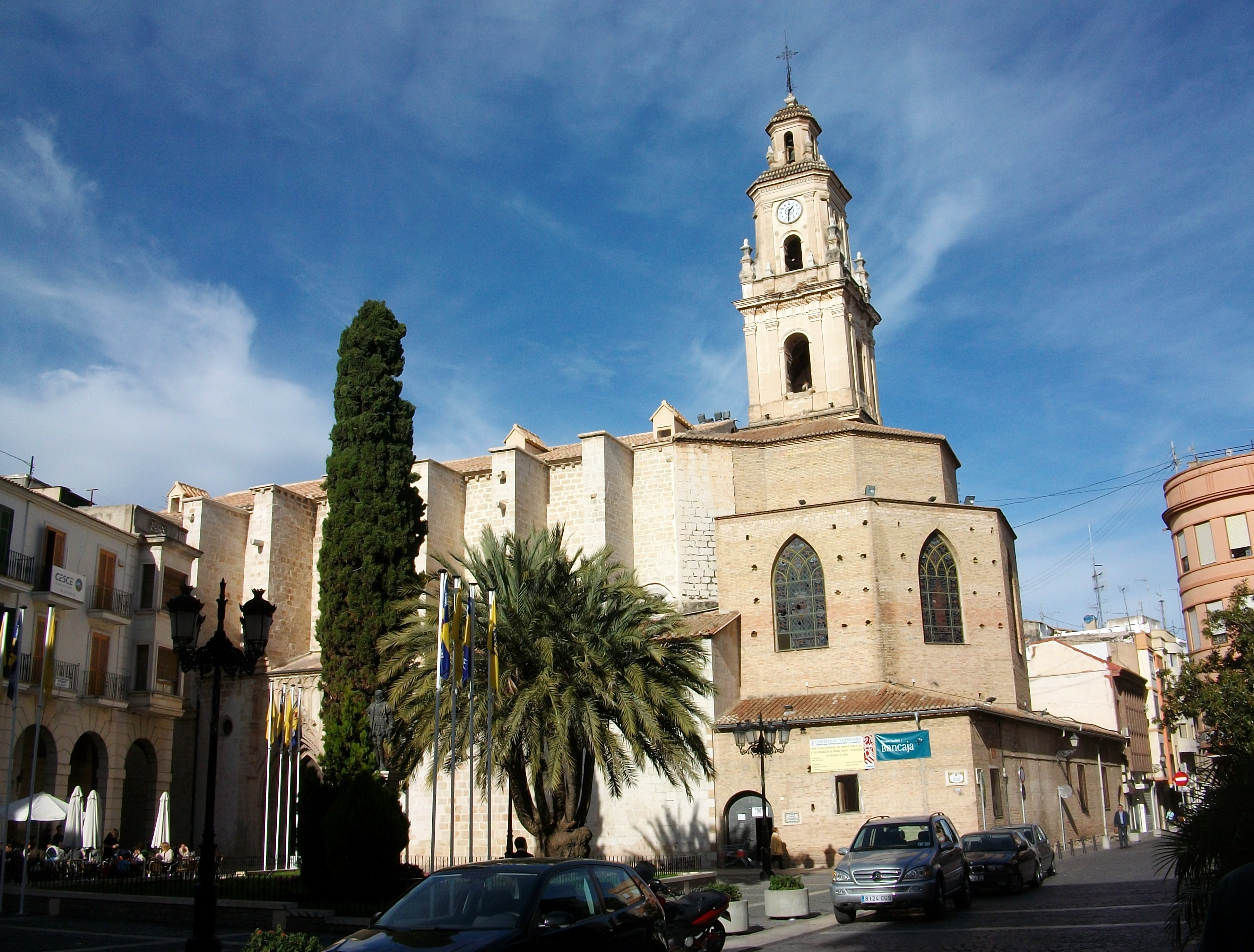
Collégiale Sainte-Marie de Gandia.

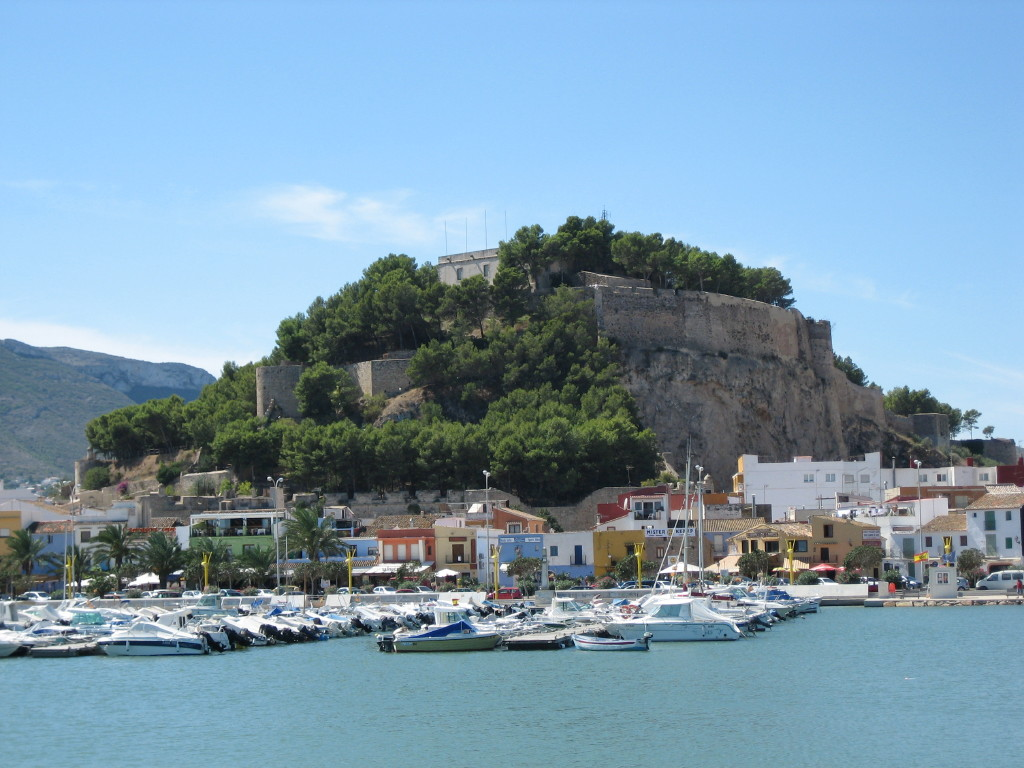
Château de Dénia.

La Route des classiques valenciens, (Ruta dels Clàssics valencians en valencien, Ruta de los clásicos valencianos en espagnol), est un itinéraire culturel à travers les terres des grands écrivains classiques de la littérature valencienne du siècle d'or valencien : Ausiàs March, Joanot Martorell et Joan Roís de Corella.